# Maximilian Daublebsky von Eichhain
Maximilian Daublebsky von Eichhain (německy Maximilian Lothar Maria Daublebsky Edler von Eichhain) (17. ledna 1865 Vídeň – 28. srpna 1939 Wildenegg, dnes Belnek, Slovinsko) byl rakousko-uherský admirál, nemanželský syn dlouholetého velitele c. k. námořnictvo barona Sternecka. Jako absolvent námořní akademie vstoupil do služby u námořnictva v roce 1883, vystřídal nižší důstojnické pozice na různých lodích, nadále se vzdělával v technických oborech a absolvoval několik zaoceánských cest. Za první světové války se jako velitel bitevní lodi SMS Zrínyi podílel na operacích námořnictva na Jadranu (1913–1917). V roce 1917 byl jmenován velitelem námořní divize a povýšen na kontradmirála. V roce 1918 byl penzionován v hodnosti viceadmirála a těsně před zánikem monarchie získal šlechtický titul.

## Životopis

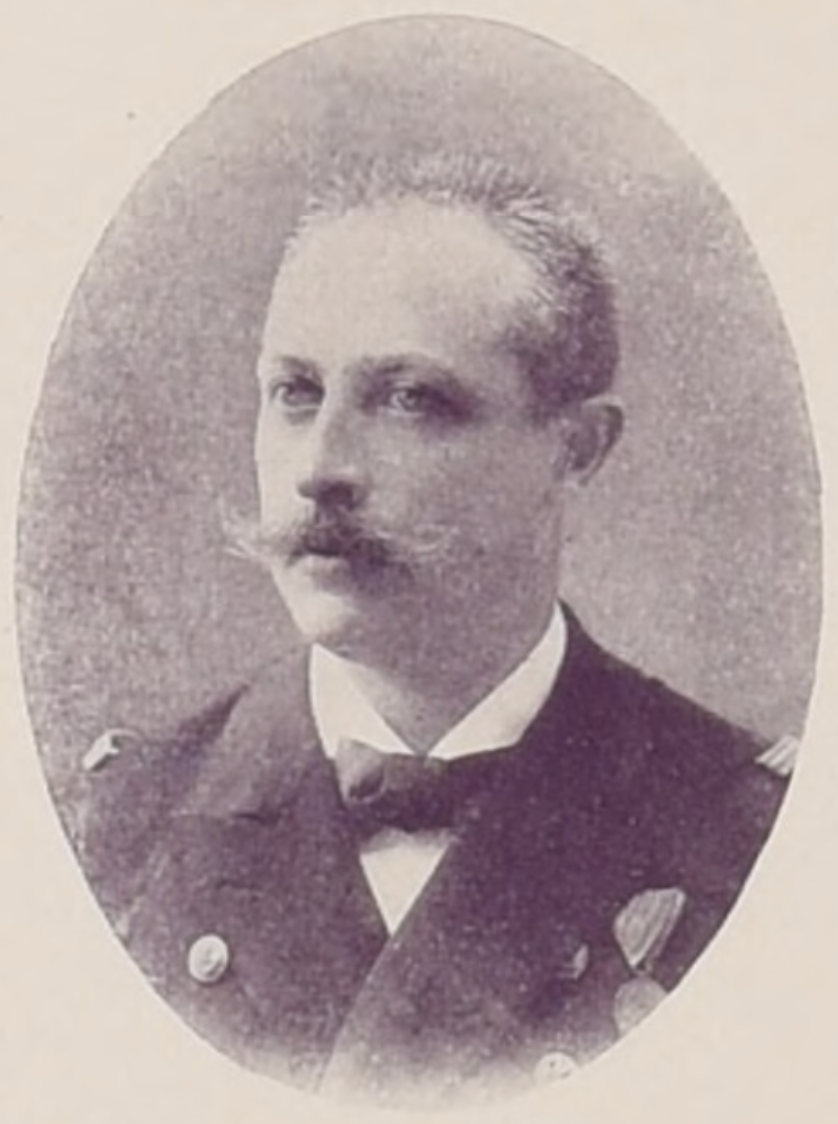
Korvetní kapitán Maximilian Daublebsky (1908)

Narodil se jako nemanželský, ale později legitimovaný syn dlouholetého vrchního velitele námořnictva Maximiliana Daublebskyho von Sterneck (1829–1897). Matkou byla Amálie, rozená baronka Matz von Spiegelfeld (1831–1910), vdova po c. k. válečném komisaři Gustavu Pabstovi. Maximilian studoval na gymnáziu v Badenu a v letech 1879–1883 na C. k. námořní akademii v Rijece. K námořnictvu vstoupil jako kadet v roce 1883 a další průpravu získal na cvičné lodi SMS Novara (1885–1886). V letech 1887–1888 absolvoval cestu do západní Afriky a jižní Ameriky na dělovém člunu SMS Albatros Plavba vedla ze Středomoří podél břehů západní Afriky se zastávkami v Rabatu a Mogadoru, po přeplutí Atlantiku loď kotvila v Rio de Janeiru, Buenos Aires nebo Montevideu. Na zpáteční cestě člun kotvil opět v Africe (Sierra Leone, Banjul) a přes Gibraltar se vrátil do Puly. Daublebsky v roce 1888 získal hodnost praporčíka, absolvoval kurz pro obsluhu torpéd a sloužil na cvičné lodi SMS Alpha. Sloužil také u arzenálu v Pule a v letech 1892–1893 byl přidělen k námořní základně Castelnuovo (dnes Herceg Novi v Černé Hoře).
Postupoval v hodnostech (poručík II. třídy 1894, poručík I. třídy 1898), několik let byl instruktorem na cvičné lodi SMS Novara (1893–1895), jako dělostřelecký důstojník sloužil také na dalších lodích. V letech 1895–1897 byl zaměstnán u Námořního technického výboru a během řecko-turecké války se v rámci mezinárodních operací zúčastnil blokády Kréty jako velitel dělového člunu SMS Elster. V letech 1898–1899 byl vedoucím fotografického ateliéru u Námořního technického výboru a poté absolvoval cestu na Dálný východ na křižníku SMS Kaiserin Elisabeth v rámci rakousko-uherského kontingentu během boxerského povstání v Číně (1899–1900). Plavba začala v lednu 1899 v Pule, přes Suezský průplav se zastávkami v Port Said a Adenu vedla do Indického oceánu. Poté loď krátce kotvila v několika čínských přístavech a navštívila také Japonsko (Jokohama, Nagasaki).

Bitevní loď SMS Zrínyi, vlajková loď Maximiliana Daublebskyho 1913–1917

Po návratu z východní Asie byl velitelem menších plavidel typu torpédových člunů a na cvičných lodích SMS Gamma a SMS Saida se věnoval také přípravě námořních kadetů. V letech 1905–1906 působil u Námořního technického výboru a následně byl prvním důstojníkem na křižníku SMS Kaiserin und Königin Maria Theresia a bitevní lodi SMS Árpád (1906–1907). K datu 1. května 1907 byl povýšen na korvetního kapitána a poté velel torpédoborcům SMS Scharfschütze a SMS Turul. V roce 1909 byl velitelem cvičné lodi SMS Lussin a vyřazené lodi SMS Kaiser Max, která sloužila jako staniční plavidlo v albánském Tivatu (1909–1910).
K datu 1. listopadu 1909 byl povýšen na fregatního kapitána a v letech 1910–1911 velel cvičné lodi SMS Alpha. V létě 1911 byl velitelem křižníku SMS Panther, který sloužil jako staniční loď v Terstu a poté byl v letech 1911–1912 velitelem bitevní lodi SMS Sankt Georg. V hodnosti kapitána řadové lodi (1. května 1912) byl zástupcem velitele arzenálu v Pule (1912), kde pak do roku 1913 zastával funkci velitele námořní pěchoty.

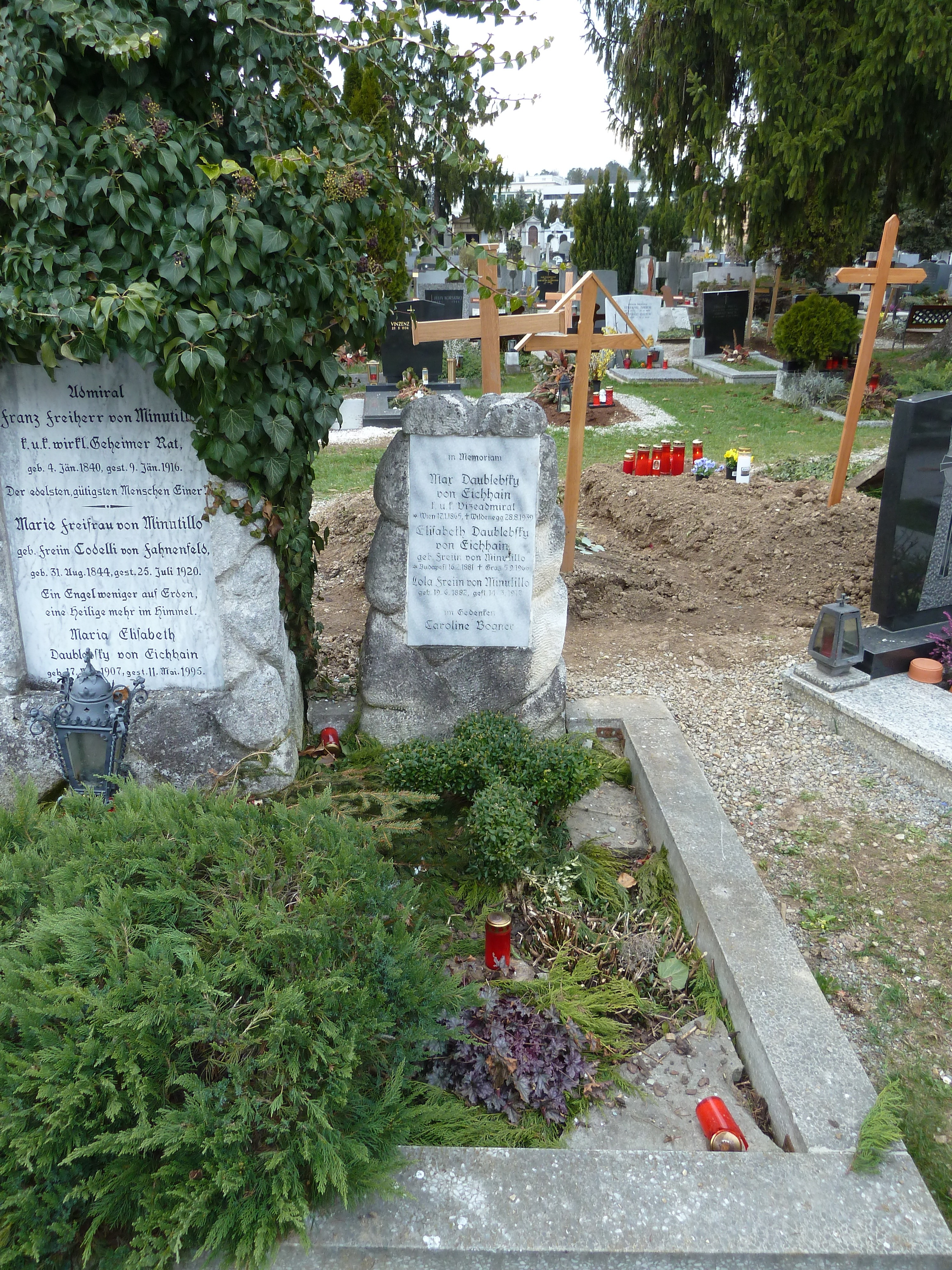
Hrob Maximiliana Daublebskyho na hřbitově St Leonhard ve Štýrském Hradci

Od srpna 1913 byl v rámci II. eskadry velitelem bitevní lodi SMS Zrínyi. S touto lodí s posádkou téměř 900 mužů také vstoupil do první světové války a v roce 1915 v rámci bombardování Ancony vedl ostřelování italského přístavu Senigallia. Na jaře a v létě 1916 vedl obranu Puly proti spojeneckým náletům. Po spojenecké blokádě Otrantského průlivu na jaře 1917 byla lodi SMS Zrínyi znemožněna další aktivita v Jaderském moři. Daublebsky byl v březnu 1917 s dočasnou hodností komodora pověřen velením V. námořní divize složené ze starších lodí Třída Monarch (SMS Monarch, SMS Wien, SMS Budapest). K datu 1. května 1917 byl povýšen do hodnosti kontradmirála. O rok později v březnu 1918 byl bez bližšího zařazení přeložen ke sborovému námořnímu velitelství v Pule a ke dni 1. srpna 1918 byl odeslán do penze. Při té příležitosti obdržel hodnost viceadmirála.
Po odchodu do výslužby žil v soukromí na zámku Belnek (německy Wildenegg) v Kraňsku (dnes Slovinsko), který patřil rodině jeho manželky. Zde také zemřel 28. srpna 1939 ve věku 74 let, pochován byl na hřbitově St Leonhard ve Štýrském Hradci. Za druhé světové války byl zámek Belnek vypálen partyzány. Dalším sídlem rodiny byl dům označovaný jako Villa Eichhain ve Štýrském Hradci (ulice Körblergasse 100).

## Rodina
Jako nemanželský potomek svých rodičů byl legitimován v roce 1879 v době, kdy jeho otec byl vrchním velitelem námořnictva, opatrovníkem byl ustanoven c. k. dvorní advokát baron Josef von Seiller. V roce 1904 se oženil s Elisabeth von Minutillo (1881–1966), dcerou admirála Franze Minutilla (1840–1916). Z manželství se narodily čtyři děti. Nejstarší syn Béla (1906–1989) byl inženýrem a stavebním radou ve Štýrském Hradci, kde také žila dcera Marie Elisabeth (1907–1995). Jako poslední se narodili synové-dvojčata Franz Josef (1909–1997) a Karl Olivier (1909–2001). Franz Josef byl nejprve důstojníkem rakouské armády a za druhé světové války nadporučíkem německého válečného námořnictva, Karl byl taktéž důstojníkem Kriegsmarine a v roce 1943 získal hodnost korvetního kapitána.

## Tituly a ocenění

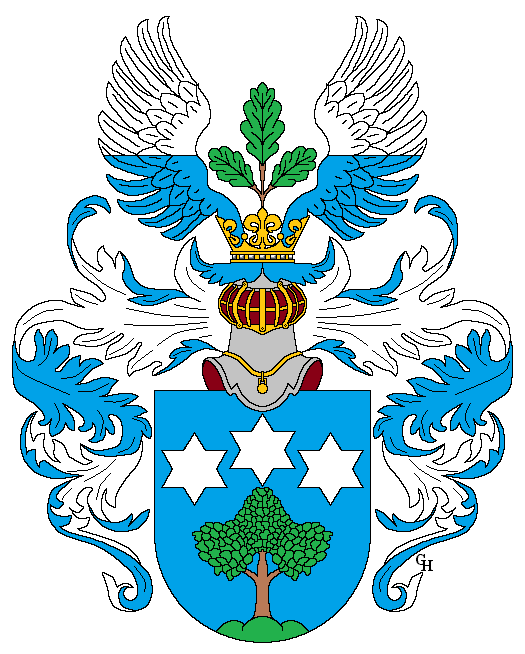
Erb Maximiliana Daublebskyho udělený při povýšení do šlechtického stavu (1918)

Během služby u námořnictva se stal nositelem několika vyznamenání v Rakousku-Uhersku i v zahraničí. Po odchodu do výslužby požádal o povýšení do šlechtického stavu a císař Karel I. mu v tom vyhověl. Těsně před rozpadem monarchie získal šlechtický titul s predikátem Edler von Eichhain (16. října 1918). Při nobilitaci obdržel erb zcela odlišný od původního erbu rodu Daublebských ze Sternecku. Jako znak obdržel modrý štít s dubem na zeleném trojvrší. Dub byl rozvětven do tří větví a nad každou z nich se nacházela stříbrná hvězda.

### Rakousko-Uhersko
- Jubilejní pamětní medaile (1898)
- Služební odznak pro důstojníky III. třídy (1908)
- Vojenský jubilejní kříž (1908)
- Vojenská záslužná medaile (1910)
- Vojenský záslužný kříž III. třídy (1916)
- Řád železné koruny III. třídy s válečnou dekorací (1917)
- Karlův vojenský kříž (1917)
- Služební odznak pro důstojníky II. třídy (1918)

### Zahraničí
- Řád Dannebrog III. třídy (1891, Dánsko)
- Řád sv. Alexandra V. třídy (1897, Bulharsko)
- Řád Medžidie III. třídy (1901, Osmanská říše)